# Ach'Lum Maya, Palenque
Ach'Lum Maya är en ort i Mexiko.   Den ligger i kommunen Palenque och delstaten Chiapas, i den sydöstra delen av landet, 800 km öster om huvudstaden Mexico City. Ach'Lum Maya ligger 91 meter över havet och antalet invånare är 119.
Terrängen runt Ach'Lum Maya är kuperad söderut, men norrut är den platt. Runt Ach'Lum Maya är det ganska glesbefolkat, med 34 invånare per kvadratkilometer. Närmaste större samhälle är Palenque, 10,1 km väster om Ach'Lum Maya. Omgivningarna runt Ach'Lum Maya är en mosaik av jordbruksmark och naturlig växtlighet.